# ヴィルヘルム・エルンスト (ザクセン＝ヴァイマル公)
ヴィルヘルム・エルンスト（ドイツ語：Wilhelm Ernst, 1662年10月19/30日 - 1728年8月26日）は、ザクセン＝ヴァイマル公（在位：1683年 - 1728年）。

## 生涯
ヴィルヘルム・エルンストはザクセン＝ヴァイマル公ヨハン・エルンスト2世とクリスティーネ・エリーザベト・フォン・シュレースヴィヒ＝ホルシュタイン＝ゾンダーブルクの息子である。1683年に父が死去した後、弟ヨハン・エルンスト3世とともに公位を継承した。
弟ヨハン・エルンスト3世はアルコール依存症であったため、ヴィルヘルム・エルンストは比較的早くに弟を政治から遠ざけることに成功し、自身が事実上の唯一の支配者となった。正式には、弟は1707年に死去するまで共同統治者であった。弟の死後、ヴィルヘルム・エルンストは甥で弟の息子エルンスト・アウグスト1世を共同統治者としたが、実際には共同統治を行うことはなかった。1683年、ヴィルヘルム・エルンストは従姉妹シャルロッテ・マリーと結婚した。シャルロッテ・マリーはザクセン＝イェーナ公ベルンハルトとその妃マリー・ド・ラ・トレムイユの娘であった。しかし、2人の間には子供がいなかったため、エルンスト・アウグスト1世が後継者となった。1691年、ヴィルヘルム・エルンストは現在のアンナ・アマリア公妃図書館を創建し、その1年後にはクロムスドルフ城を購入して拡張工事を行った。1712年、ヴァイマルにヴィルヘルム・エルンスト・ギムナジウムを設立した。
ヴィルヘルム・エルンストは、厳格なルター派であり頑迷な信心深さを持っていた。宮廷では、冬は8時、夏は9時に就寝時間が決められていた。ヴィルヘルム・エルンストは兵士たちに礼拝に出席するよう命じ、説教の内容を再び話させた。また、ヴィルヘルム・エルンストはヨハン・ゼバスティアン・バッハとの対決で特に知られている。バッハは1708年からヴァイマルにおいて宮廷オルガニストおよびコンサート・マスターをつとめていた。バッハの反抗に立腹したヴィルヘルム・エルンストは、バッハを国外追放する前に4週間投獄した。これにより、ヴィルヘルム・エルンストはバッハの伝記において権威主義的な実利主義者として位置づけられている。
1690年に妃の実家ザクセン＝イェーナ公家が断絶し、ザクセン＝イェーナはザクセン＝ヴァイマルとザクセン＝アイゼナハに分割・統合され、ヴィルヘルム・エルンストの支配する公国は拡大した。
ヴィルヘルム・エルンストは1728年に死去し、その棺は現在はヴァイマルにある公家の霊廟に安置されている。